# Месентеа (Алба)
Месентеа (рум. Mesentea) насеље је у Румунији у округу Алба у општини Галда де Жос. Oпштина се налази на надморској висини од 281 m.

## Становништво
Према подацима из 2002. године у насељу је живело 220 становника, од којих су сви румунске националности.